# Барак-кан
Барак-кан (умро 1428/1429), био је кан Бијеле Хорде у периоду 1423—1426 и 1427—1428.

## Биографија
Барак-кан је био принц насљедник, син Којричака и унук Урус-кана. До 1419. године његове активности су непознате. Послије смрти мангита Едиге почетком 1419. године, побјегао је из Златне Хорде и појавио се на двору Улуг-бега у Самарканду. Улуг-бег је љубазно примио принца и допринио његовим плановима за преузимање власти у држави номадских Узбека. Упркос помоћи Улуг-бега, Барак је поново поражен од Улуг-Мухамеда, након чега наставља марширати периферијој државе номадских Узбека. Дана 31. августа 1420. напао је и побједио другог претендента на власт, Кепека, сина Токтамиша.